# بازی ویدئویی کو-آپ

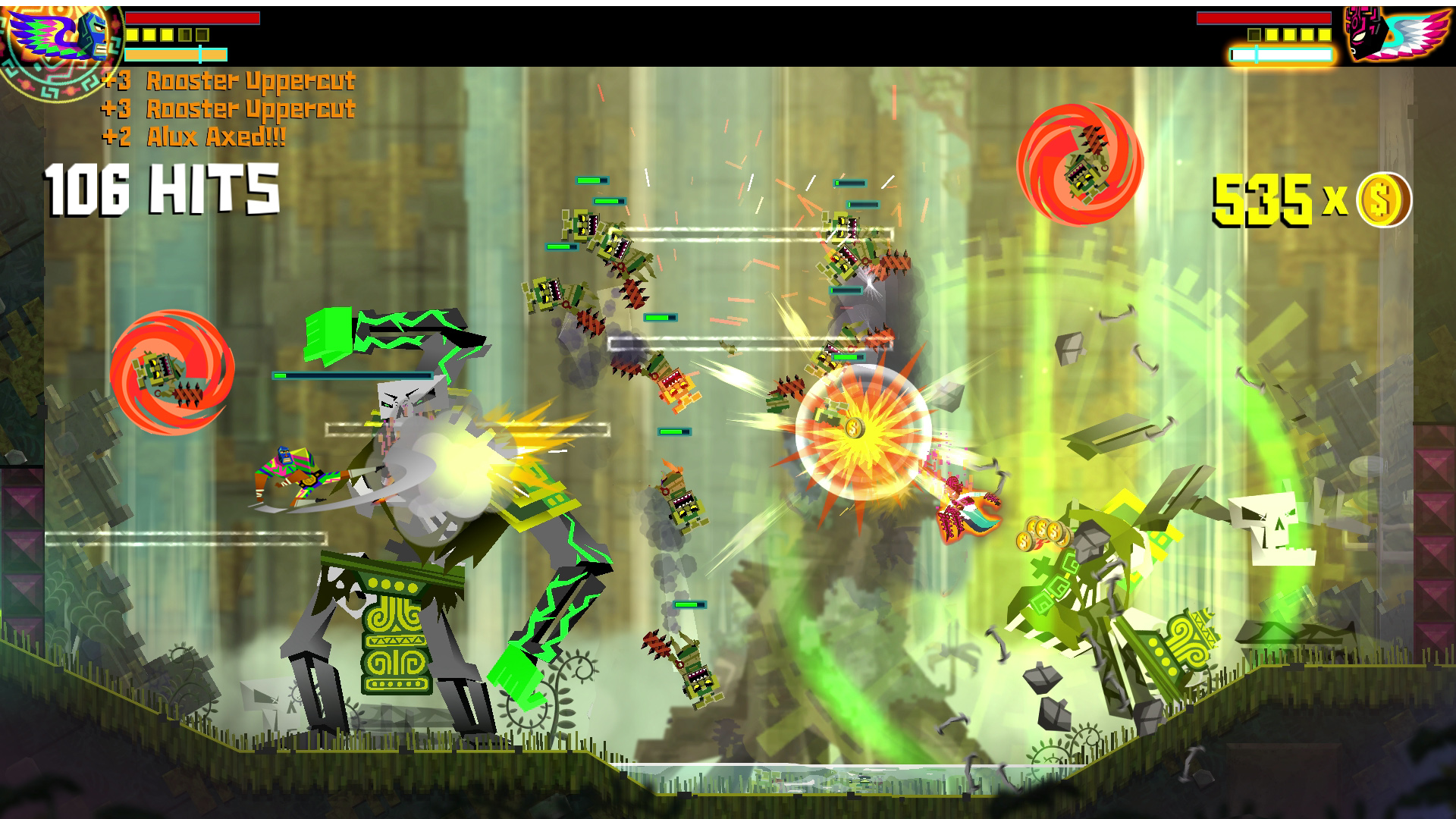
گیم‌پلی گروهی

بازی ویدیویی گروهی (به انگلیسی: Cooperative video game) که اغلب به اختصار کو-آپ نامیده می‌شود، یک بازی ویدئویی است که به بازیکنان اجازه می‌دهد تا معمولاً در برابر یک یا چند شخصیت غیرقابل بازی حریف به عنوان هم تیمی با هم کار کنند.
اجرا بازی گروهی نوعی گیم پلی است که در بعضی از بازی‌های ویدئویی وجود داشته و با استفاده از آن می‌توان همه یا بخشی از مراحل بازی را به صورت گروهی انجام داد. این ویژگی در بازی‌های ویدئویی اجازه می‌دهد تا چند بازیکن با همکاری یکدیگر به عنوان هم تیمی در مقابل دشمنان خود در بازی قرار بگیرند. این ویژگی با حالت‌های دیگر چند نفره، مانند حالت چند نفره رقابتی میان خود بازیکنان متفاوت است. این نوع گیم پلی اجازه می‌دهد تا بازیکنان با یکدیگر در بسیاری از بخش‌های بازی مانند به دست آوردن انواع سلاح‌ها یا عبور از مراحل بازی همکاری کنند. در بعضی بازی‌ها بخش گیم پلی گروهی نسبت به گیم پلی انفرادی تفاوت‌های دارد و ممکن است دارای مراحل متمایز یا پایان متفاوت باشد.